# Dick Hemric
Ned Dixon "Dick" Hemric (Jonesville, Carolina del Norte, 29 de agosto de 1933-Akron, Ohio, 3 de agosto de 2017) fue un baloncestista estadounidense que disputó dos temporadas en la NBA. Con 1,98 metros de altura, lo hacía en la posición de alero.

## Trayectoria deportiva

### Universidad
Jugó durante cuatro temporadas con los Demon Deacons de la Universidad de Wake Forest, en las que promedió 24,9 puntos y 17,3 rebotes por partido. Es en la actualidad el tercer máximo anotador histórico de la Atlantic Coast Conference, tras Tyler Hansbrough y J. J. Redick, y el cuarto en la lista de los jugadores de la División I de la NCAA en la combinación de puntos y rebotes, con 4389, solo por detrás de Tom Gola, Lionel Simmons y Elvin Hayes. En 1954 fue incluido en el tercer equipo All-American y en 1955 en el segundo. Fue además elegido Baloncestista del Año de la ACC en sus dos últimas temporadas.

### Profesional
Fue elegido en la duodécima posición del Draft de la NBA de 1955 por Boston Celtics, llegando a un equipo en el que llegaron a formar parte de la plantilla hasta 6 jugadores que acabarían siendo miembros del Basketball Hall of Fame. En su condición de suplente, acabó su primera temporada como profesional promediando 7,0 puntos y 5,6 rebotes por partido.
Al año siguiente participaría del que sería el primer título de los Celtics de una racha de 11 en las siguientes 13 temporadas. Junto a jugadores como Bob Cousy, Bill Sharman, Tom Heinsohn o Bill Russell ganaron el anillo de campeones de la NBA tras derrotar a St. Louis Hawks en el séptimo partido de las Finales de la NBA de 1957, a pesar de que Hemric sería el último hombre del banquillo, jugando en los playoffs apenas 19 minutos en los dos únicos partidos en los que fue alineado. Tras ser despedido por los Celtics al término de la temporada, abandonó definitivamente la práctica del baloncesto.

## Estadísticas de su carrera en la NBA

### Temporada regular
| Temp.   | Edad | Equipo | Liga | P   | TIT | MIN  | TC  | TCA | %TC  | 3P | 3PA | %3P | TL  | TLA | %TL  | R.OF. | R.DEF. | REB | ASIS | ROB | TAP | PER | FP  | PTS |
| 1955-56 | 22   | Boston | NBA  | 71  |     | 18.7 | 2.3 | 5.6 | .403 |    |     |     | 2.5 | 3.8 | .648 |       |        | 5.6 | 0.8  |     |     |     | 2.0 | 7.0 |
| 1956-57 | 23   | Boston | NBA  | 67  |     | 15.7 | 1.6 | 4.7 | .344 |    |     |     | 2.2 | 3.1 | .695 |       |        | 4.5 | 0.6  |     |     |     | 1.5 | 5.4 |
| Total   |      |        | NBA  | 138 |     | 17.3 | 2.0 | 5.2 | .377 |    |     |     | 2.3 | 3.5 | .669 |       |        | 5.1 | 0.7  |     |     |     | 1.7 | 6.3 |

### Playoffs
| Temp.   | Edad | Equipo | Liga | P | MIN | TCA | TC | 3PA | 3P | TLA | TL | R.OF. | REB | ASIS | ROB | TAP | PER | FP | PTS | %TC  | %3P | %FT  | MIN  | PTS | REB | AST |
| 1955-56 | 22   | Boston | NBA  | 3 | 54  | 5   | 24 |     |    | 9   | 16 |       | 22  | 1    |     |     |     | 7  | 19  | .208 |     | .563 | 18.0 | 6.3 | 7.3 | 0.3 |
| 1956-57 | 23   | Boston | NBA  | 2 | 19  | 1   | 7  |     |    | 0   | 0  |       | 9   | 1    |     |     |     | 1  | 2   | .143 |     |      | 9.5  | 1.0 | 4.5 | 0.5 |
| Total   |      |        | NBA  | 5 | 73  | 6   | 31 |     |    | 9   | 16 |       | 31  | 2    |     |     |     | 8  | 21  | .194 |     | .563 | 14.6 | 4.2 | 6.2 | 0.4 |